# Cintura vulcanica Okhotsk-Čukotka
La cintura vulcanica Okhotsk-Čukotka è una cintura vulcanica risalente al Cretacico che si trova nell'Estremo Oriente russo dell'Asia nordorientale. 
È situata nel circondario autonomo della Čukotka e nel territorio di Chabarovsk del circondario federale dell'Estremo Oriente russo.

## Geologia
La cintura vulcanica è una delle più grandi province vulcaniche del mondo correlata a una zona di subduzione; si estende per circa 3.200 km e comprende circa 2 milioni di km3 di materiale vulcanico e plutonico.
Il vulcanismo all'interno della cintura vulcanica era collegato alla subduzione dell'antica placca di Kula, che 55 milioni di anni fa si è mossa in direzione nord.